# Mitridates II de Commagena
|  | Per a altres significats, vegeu «Mitridates». |

Mitridates II Filohel·len (en grec antic Μιθριδάτης Φιλέλλην) va ser rei de Commagena circa l'any 35 aC i fins al 31 aC.
Va succeir al seu pare Antíoc I de Commagena, mort en data incerta després del 38 aC. Segons Plutarc, era aliat de Marc Antoni. L'any 31 aC, va dirigir personalment les seves tropes a la batalla d'Àccium entre Marc Antoni i Octavi. Després de la derrota es va convertir en un fidel aliat d'Octavi, encara que aquest li va fer entregar la ciutat de Seugma, que era un important, lloc de pas del riu Eufrates. Per mostrar la seva adhesió a Octavi va canviar el títol que portava de Filohel·len (amic dels grecs) per Φιλορωμαίος ('filoromaios', amic dels romans).
Mitridates tenia un germà, Antíoc II de Commagena a qui August va cridar a Roma acusat de matar l'ambaixador que el seu germà Mitridates havia enviat a aquella ciutat. Quan Mitridates va morir l'any 20 aC, el tron va passar al seu fill Mitridates III de Commagena.